# مسجد جامع گرگاب
مسجد جامع گرگاب مربوط به دوره قاجار است و در شهرستان شاهین‌شهر و میمه، گرگاب، بلوار امام خمینی، کوچه شهید حق‌شناس واقع شده و این اثر در تاریخ ۱۹ مرداد ۱۳۸۴ با شمارهٔ ثبت ۱۲۹۶۲ به‌عنوان یکی از آثار ملی ایران به ثبت رسیده است.